# Maria Francesca Spatolisano

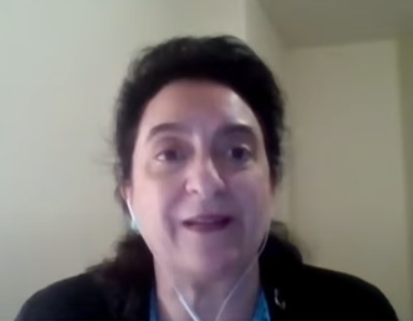
Maria Francesca Spatolisano

Maria Francesca Spatolisano ist eine italienische Diplomatin. Sie ist seit 2018 Untergeneralsekretärin für politische Koordination in der Abteilung für Wirtschaftliche und Soziale Angelegenheiten (UN DESA) der Vereinten Nationen und seit 2021 amtierende UN-Sondergesandte für Technologie.

## Ausbildung
Maria Spatolisano studierte Jura bis zur Promotion an der Universität Florenz.

## Karriere
Maria Spatolisano arbeitet seit 1985 bei der Europäischen Kommission. Dort war sie Botschafterin der EU bei der OECD und der UNESCO, in Monaco und Andorra und war leitend für Handel und Wirtschaft zuständiges Mitglied der Delegation der Europäischen Union bei den Vereinten Nationen.
Bei der ECOSOC war sie für Handels-, Entwicklungs- und Umweltpolitik verantwortlich. Die formulierte die Positionen der EU in der Wirtschaftspolitik auch bei Weltbank, dem Internationalem Währungsfonds, den G-7 und G-20.
Am 20. Dezember 2018 wurde sie von UN-Generalsekretär António Guterres als Nachfolgerin des Schweizers Thomas Gass zur Untergeneralsekretärin in der Hauptabteilung für Wirtschaftliche und Soziale Angelegenheiten (DESA) ernannt.
Als der Chilene Fabrizio Hochschild Drummond im Mai 2021 wegen des Vorwurfs von sexueller Nötigung suspendiert wurde, übernahm Spatolisano dessen Amt zusätzlich zu ihren übrigen Verpflichtungen bis Juli 2022, als Amandeep Singh Gill das Amt übernahm.

## Privatleben
Spatolisano ist verheiratet und hat zwei Kinder.